# Sion, Valais
Sion (franska) (franskt uttal: [sjɔ̃] ( lyssna), tyska: Sitten [ˈzɪtn̩] ( lyssna), frankoprovensalska: Chyoun) är en stad och kommun i distriktet Sion i kantonen Valais i Schweiz. Kommunen har 36 624 invånare (2023). Sion är huvudort i kantonen Valais såväl som i distriktet Sion.
I Sion finns världens äldsta spelbara orgel. Den är byggd på 1400-talet.
Den 1 januari 2013 inkorporerades kommunen Salins i Sion och den 1 januari 2017 inkorporerades kommunen Les Agettes.

## Demografi
Kommunen Sion har 36 624 invånare (2023). En majoritet (85,4 %) av invånarna är franskspråkiga (2014). En tyskspråkig minoritet på 2,7 % lever i kommunen. 72,0 % är katoliker, 4,2 % är reformert kristna och 23,8 % tillhör en annan trosinriktning eller saknar en religiös tillhörighet (2014).
| Ort              | Invånare 31 dec 2021 |
| ---------------- | -------------------- |
| Sion             | 23 576               |
| Bramois          | 2 345                |
| Châteauneuf      | 2 014                |
| Pont-de-Bramois  | 1 305                |
| Pont-de-la-Morge | 834                  |
| Uvrier           | 1 656                |
| Salins           | 1 195                |
| Les Agettes      | 356                  |
| Aproz            | 514                  |

## Sport
FC Sion är en framgångsrik fotbollsklubb från orten. Staden ansökte om att få arrangera olympiska vinterspelen 2006, men valet föll på Turin i Italien vid slutomröstningen i juni 1999.